# Diócesis de Alto Molocue
La diócesis de Alto Molocue (en latín: Dioecesis Molócuè Superioris y en portugués: Diocese de Alto Molócuè) es una circunscripción eclesiástica de la Iglesia católica en Mozambique. Se trata de una diócesis latina, sufragánea de la arquidiócesis de Nampula. Desde el 23 de enero de 2025 su obispo electo (en espera de la inauguración de la diócesis) es Estêvão Ângelo Fernando.

## Territorio y organización
La diócesis tiene 28 632 km² y extiende su jurisdicción sobre los fieles católicos de rito latino residentes en parte de la provincia de Zambezia, comprendiendo los distritos de: Mocubela, Pebane, Gilé, Mulevala y Alto Molocue.
La sede de la diócesis se encuentra en la ciudad de Alto Molocue, en donde se halla la Catedral de Nuestra Señora Reina del Mundo.
En 2025 en la diócesis existían 14 parroquias.

## Historia
La diócesis fue erigida el 23 de enero de 2025 por el papa Francisco, obteniendo el territorio de las diócesis de Gurué (distritos de Pebane, Gilé, Mulevala y Alto Molocue) y Quelimane (distrito de Mocubela).

## Estadísticas
Según el Boletín diario de la Santa Sede de 23 de enero de 2025 la diócesis tenía al momento de su erección un total de 487 465 fieles bautizados.
| Año                                                                                          | Población            | Población | Población      | Sacerdotes | Sacerdotes    | Sacerdotes    | Bautizados por sacerdote | Diáconos permanentes | Religiosos | Religiosos | Parroquias |
| Año                                                                                          | Bautizados católicos | Total     | % de católicos | Total      | Clero secular | Clero regular | Bautizados por sacerdote | Diáconos permanentes | Varones    | Mujeres    | Parroquias |
| -------------------------------------------------------------------------------------------- | -------------------- | --------- | -------------- | ---------- | ------------- | ------------- | ------------------------ | -------------------- | ---------- | ---------- | ---------- |
| 2025                                                                                         | 487 465              | 1 199 649 |                | 32         | 21            | 11            |                          |                      |            | 26         | 14         |
| Fuente: Catholic-Hierarchy, que a su vez toma los datos del Boletín diario de la Santa Sede. |                      |           |                |            |               |               |                          |                      |            |            |            |

## Episcopologio
- Estêvão Ângelo Fernando, desde el 23 de enero de 2025